# Techniscope

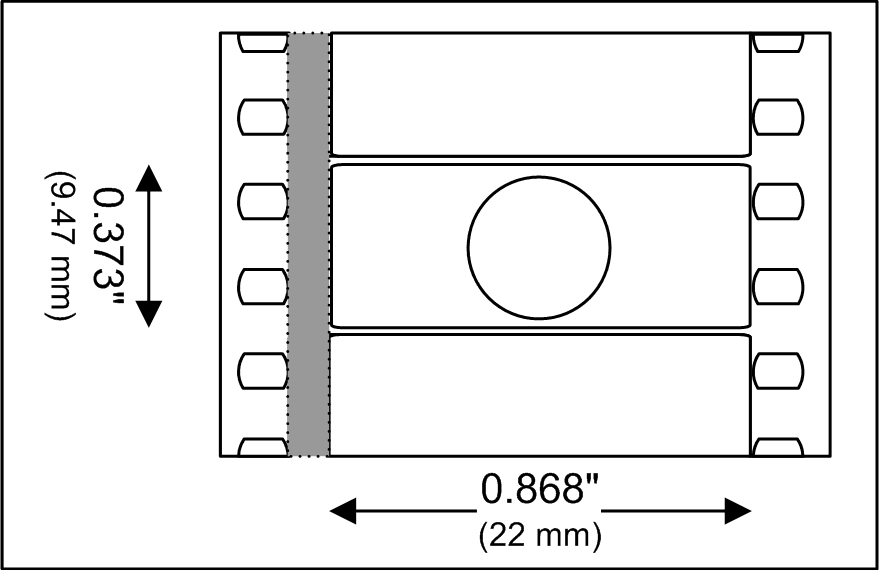
Fotograma de Techniscope.

El techniscope o 2-perf és un format de pel·lícula de 35 mm desenvolupat per Technicolor Italia l'any 1966, el qual va guanyar notorietat pel seu ús als “spaghetti westerns”, com “The Good, the Bad, and the Ugly” de Sergio Leone. A diferència del sistema de 4 perforacions per imatge, que usualment conforma la pel·lícula de 35 mm, aquest format utilitza una pel·lícula de 2 perforacions per imatge.
Es creu que el cost del treball de laboratori era una mica superior, però el més atractiu del Techniscope és que permetia reduir els costos de producció a la meitat. A més, també permetia aconseguir estalvis addicionals, ja que no es necessitaven les càmeres de lents anamòrfiques, d'un cost més alt.

## Descripció
El Techniscope utilitzava les mateixes lents esfèriques utilitzades a tots els altres sistemes no anamòrfics. Tot i això, l'alçada de cada fotograma era de només dues perforacions. Aquest fotograma, amb una alçada de la meitat en relació al 35 mm estàndard, tenia una relació d'aspecte de 2.35:1, idèntica a la del Cinemascope. Tanmateix, qualsevol càmera de 35 mm podia ser utilitzada per les produccions en Techniscope. Únicament, s'havia de canviar el moviment d'arrossegament (pull-down). Diferents empreses productores de càmeres oferien conversors a Techniscope.
Les pel·lícules produïdes en Techniscope eren impreses a partir del dye transfer system de Technicolor. Com en el cas del Superscope, Techniscope es podia beneficiar d'òptiques de càmera d'una distància focal més curta, que oferien una profunditat de camp més àmplia. Tot i els esforços realitzats per aconseguir una imatge òptima, a les pel·lícules de Techniscope hi apareixia granulat a les pantalles grans.

## Procés de laboratori
Al laboratori, es copiava el negatiu a una positivadora òptica a través d'un sistema òptic anamòrfic horitzontal invers que “estirava” aquest negatiu verticalment fins a cobrir el fotograma convencional de 35 mm. D'aquesta manera, el “mig fotograma” s'ampliava a un fotograma complet de 35 mm anamòrfic o 70 mm. Quedava una imatge anamorfitzada, que en projecció recuperava de nou el seu aspecte omplint una pantalla allargada, com la pantalla del CinemaScope. El cost de laboratori augmentava, però el cost de producció del negatiu es reduïa a la meitat.
La imatge patia una ampliació en dues fases, primer l'estirament vertical al laboratori, i després una altra en ser desanamorfitzada. Amb tots aquests processos, en molts casos la imatge projectada no era del tot correcte.

## Reaparició comercial
El 1999, a Austràlia, el propietari del laboratori de pel·lícules MovieLab, Kelvin Crumplin, va reanomenar el format Techniscope amb el nom de MultiVision 235, intentant comercialitzar-lo com un format cinematogràfic alternatiu al format Super 16. Sostenia que aquest format produïa una imatge de qualitat de 35 mm (a partir de la qual es podien obtenir imatges de proporció d'aspecte 2.35:1 i 1.85:1) pel mateix cost que el format Super 16.
Crumplin, amb enginyer Bruce McNaughton de l'Aranda Grup, va produir Arriflex BL1 i Arriflex IIC 35 mm, càmeres pel format de dues perforacions del Techniscope. Les empreses Aaton, Panavision, i Arriflex tenen diferents càmeres disponiles per aquest format. A part, hi ha altres casos en què càmeres s'han convertit en aquest format, com la Arriflex 2A/B/C Arri 3 d'Aranda o la càmera Kinor.
El 2011, Lomography va presentar la càmera LomoKino, capaç de realitzar pel·lícules curtes en un format estàndard de 35 mm amb format de marc similar a Techniscope, amb dues perforacions per cada exposició, sense espai per la pista de so. Permet realitzar filmacions mudes curtes en analògic en qualsevol pel·lícula de 35 mm. És considerada una càmera retro.

## Pel·lícules gravades en Techniscope
A principis dels anys 60, molts cineastes que no tenien un pressupost ampli també volien optar a la pantalla ample. El Techniscope, gràcies a la reducció de costos de producció que suposava la seva utilització, ho va permetre. Per aquest motiu, en molts casos s'ha referit a aquesta tecnologia com a "poor man's Cinemascope".
La primera pel·lícula en aquest format  va ser de The Pharaoh’s Woman, presentada el desembre de 1960. Aquest format va agafar molta popularitat en el gènere d'spaghetti westerns. Sergio Leone va utilitzar aquest format en la seva famosa Dollars Trilogy o a Duck, You Sucker!.
Als Estats Units, aquest format va ser utilitzat en produccions de Sèrie B. Es va utilitzar aquesta tècnica pels westerns de baix pressupost de Paramount Pictures, i també en algunes de les produccions de MGM i Universal Studios.
James Cameron va utilitzar aquest format per gravar el vaixell real enfonsat per la pel·lícula Titanic. Va ser convertit digitalment al format Super 35 de 4 perforacions. Els avantatges que li oferia aquest format era una llarga durada de la càrrega de la càmera per la submersió fins al vaixell enfonsat.
Algunes de les pel·lícules recents gravades en aquest format són I’m Yours (2012), Silver Linings Playbook (2012), i Argo (2012).

## Avantatges i desavantatges[5]
Avantatges
- Reducció del cost del negatiu al 50%.
- Reducció al 50% del cost del revelat.
- Reducció del soroll de càmera.
- Rodatges amb objectius esfèrics de major profunditat de camp i menor cost de lloguer.

Desavantatges
- Necessitat d'adaptar les càmeres.
- Major granulat a les imatges.
- Requeria rodar amb obertures específiques
- Necessitat d'una taula d'edició adaptada a dues perforacions.
- Necessitat de produir un intermediate en 2.35:1 anamòrfic, ja que no existien projectors en dues perforacions.